# Seduzione

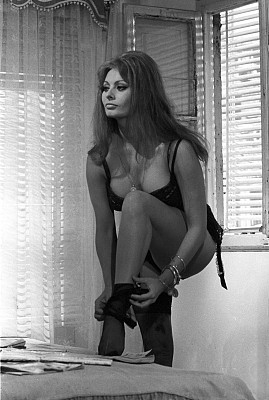
Sophia Loren in Ieri, oggi, domani (1963)

In psicologia e sociologia, e nel linguaggio comune, per seduzione si intende il processo con cui una persona ne induce un'altra, deliberatamente o inconsapevolmente, a intraprendere una relazione di natura sentimentale o sessuale. Il termine deriva dal latino se-ducere e significa letteralmente "portare a sé", "condurre fuori dal retto cammino". Coerentemente con la sua etimologia, il termine può conservare una valenza negativa (tentare qualcuno a far qualcosa che non vorrebbe normalmente fare), ma viene anche usato in senso neutro o positivo (affascinare). Dal significato originale del termine derivano numerosi usi metaforici o traslati, largamente diffusi anche nel linguaggio comune.

## Meccanismi
I meccanismi psicologici della seduzione sono stati schematizzati e collegati a degli archetipi proposti da molti secoli in leggende, romanzi ma anche in opere per il teatro oppure per il cinema. Esistono diversissimi e contrapposti metodi per generare seduzione, ovvero esistono condizioni note tese a creare un più o meno equilibrato scambio di favori di diversa natura, che porta ad un negoziato più o meno consapevole, dichiarato oppure tacito.
Si potrebbe definire autentico vero amore il rapporto tra pari assoluti, forse l'amore narcisistico per la propria immagine mentale, un compromesso tra l'idea di sé stessi proiettata nell'altro sesso (o nel proprio sesso) e la concreta immagine dell'amante che in parte viene falsificata dalla propria infatuazione. Non esiste una persona psicologicamente uguale ad un'altra, e la stessa persona in una diversa situazione può essere sedotta in un altro modo.
Questa variabilità da persona a persona e da situazione a situazione fa supporre in molti che la seduzione non esista in modo consapevole. Pertanto, i meccanismi psicologici sarebbero frutto dell'inconscio e non controllabili (sarebbe inutile imparare "tecniche di seduzione"), facendo rientrare così il corteggiamento umano tra quelli esistenti nel mondo animale.

## Empatia
Il meccanismo principe è quello dell'empatia (vedi anche compassione), cioè il seduttore si mette nella stessa situazione del sedotto, diventa vittima della stessa persecuzione, condivide la stessa condizione sociale o attività lavorativa, partecipa alla stessa lotta politica, propaga la stessa fede religiosa, ecc. 
 Vivere nella stessa casa, lavorare nello stesso posto, affrontare gli stessi problemi, dovrebbe portare ad un amore di tipo empatico, a meno che non sorgano pesanti divergenze su cosa sia un problema e su come risolverlo.
Nella religione del Cristianesimo, per esempio, con la crocifissione di Gesù Cristo si verifica un meccanismo simile all'empatia: il Dio immortale si rende umano e mortale, e dunque condivide completamente l'esperienza umana, ma allo stesso tempo con la promessa di risurrezione, rende l'essere umano immortale e dunque parzialmente divino. 
In un'opera cinematografica che rievoca la figura di Giacomo Casanova, galante conquistatore, il personaggio dà prova di empatia quando si autoaccusa davanti all'Inquisizione di essere egli stesso l'autore di versi eretici, rendendosi così passibile di condanna a morte. Fa questo per proteggere la donna che intende sedurre e che è la vera autrice del libello considerato eretico.
Ovviamente esistono gradi più comuni di empatia, come quello che è osservabile, sempre in ambito cinematografico, nel film Luna di fiele dove il protagonista cede il suo biglietto dell'autobus ad una passeggera sprovvista dello stesso, e si fa multare in vece sua.

## La prodigalità
Un altro meccanismo di seduzione è quello dell'esibizione della propria prodigalità: si scialacquano risorse in liquori e cibi costosi, in rose, ed in ogni tipo di bene e servizio. Il meccanismo insito in questo comportamento (più o meno calcolato) è quello dell'esaltazione del "Carpe diem": implicitamente, o esplicitamente, si dichiara alla persona amata: questo è il momento più bello della mia vita, finora non ho mai vissuto, e non sentendomi degno di te, festeggio l'attimo prima che questi svanisca.

## L'ammirazione della bellezza
Il meccanismo più banale, ma più efficace almeno nelle fasi iniziali, è quello della attrazione del partner in base alla pura bellezza, che può essere sia esteriore, che intellettuale, psicologica, o progettuale.

## La progettualità
Per bellezza progettuale, potremmo definire quello in cui la persona amata non viene totalmente apprezzata per quello che è correntemente, ma per quello che diventerà. Per esempio quelle ragazze che si innamorano di un futuro avvocato, o medico, ecc. È la sindrome del pigmalione, lo
scultore che crea una scultura così bella da urlarle, intimandole di prendere vita.
Esiste anche una progettualità da sfida, quella delle persone che cercano di riscattare un alcolizzato, un drogato, un violento, che le picchia a sangue. In questo caso trattasi di Sindrome di Stoccolma.

## L'estasi sessuale e spirituale
L'amore si intreccia con la ricerca del piacere, e con l'evitare il dolore e la solitudine. Eppure l'estasi sessuale non dovrebbe essere considerata come una vera ragione di sentimento amoroso, ma come un modo per generare dipendenza reciproca e condivisione di esperienze che rientrano nella categoria della complicità, del mantenere un segreto in comune, e quindi dell'empatia.

## L'identificazione fisica
Un altro meccanismo è quello dell'identificazione totale, per esempio la partner che quasi sempre si autodefinisce la "moglie di", "la segretaria di" oppure quelle/i che cominciano ad indossare le stesse scarpe, vestiti, a guidare la stessa automobile, ad utilizzare lo stesso spazzolino da denti. 

Spesso in mariti con una vena di omosessualità repressa si verifica progressivamente un morboso interesse per
la scelta dei vestiti della partner, della sua biancheria, profumi, ecc. Molto spesso diventano amanti fenomenali, che perdono interesse per il proprio piacere e pensano soltanto a quello della partner, prestandosi a qualsiasi pratica pur di soddisfarle, ma chiedendo poi un resoconto completo e veritiero delle sensazioni sperimentate.

In alcuni casi estremi si arriva all'esposizione delle nudità della partner, il cosiddetto candaulismo oppure ad organizzare veri e propri incontri sessuali (definito in inglese cuckoldry) per la partner, sia con estranei (in francese conosciuti come phantasmes), oppure con persone conosciute, sia in modo palesemente dichiarato, come nei club per scambisti, che apparentemente casuale ed involontario. Per esempio si insiste perché Lei segua qualche tipo di corso sportivo, con un maestro giovane e noto seduttore, Lui promette di assistere, ma poi adducendo una scusa si assenta.

## Le tecniche di seduzione
Uno dei principali fenomeni ai quali si è assistito negli ultimi anni è stata la diffusione di un'enorme quantità di materiale sull'argomento, supportato da video pubblicitari, avvenuto principalmente tramite web, teso alla promozione di metodi, nessuno dei quali sostenuto da dati e analisi oggettive, principalmente per fini commerciali. 

Risulta fondamentale effettuare una distinzione fra capacità seduttiva e comportamento: esistono comportamenti che aumenterebbero la probabilità statistica di attirare una determinata persona o, almeno, di trovarne una ricettiva all'interno di un gruppo selezionato allo scopo di individuarvi il partner.
In questi casi il modus operandi principalmente adottato si ridurrebbe sostanzialmente all'approccio sistematico corroborato da un atteggiamento di self-confidence.
A queste si aggiungono alcune modalità che sono molto simili alle tecniche di pooling utilizzate dalle compagnie assicurative, quali il corteggiamento contemporaneo di più persone nello stesso periodo o la scelta di corteggiare solo quelle persone che abbiano un linguaggio non verbale positivo.
Altri, invece, credono veritiere le promesse della Programmazione Neurolinguistica, il cui acronimo è PNL: sarebbe possibile condizionare attraverso il linguaggio il subconscio altrui.
Altri, infine, concepiscono la seduzione come una mera operazione di marketing individuale, dove l'agente è il venditore e la persona intercettata l'acquirente (in questi casi si tenderebbe a incoraggiare modelli di riferimento che incentiverebbero l'artificiosità rispetto all'autenticità).
Un denominatore comune che solitamente si riscontra nelle fasi iniziali della seduzione è l’ansia da approccio.